# Fran Ulmer

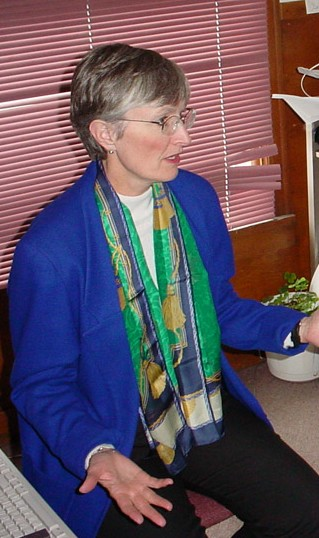
Ulmer im Mai 2002

Frances Ann Ulmer (* 1. Februar 1947 in Madison, Wisconsin) ist eine US-amerikanische Politikerin der Demokratischen Partei.
Ulmer studierte an der University of Wisconsin Wirtschafts- und Politikwissenschaft. Nach dem Erhalt ihres B.A.-Abschlusses besuchte sie die Law School der Universität und erhielt dort schließlich den Doktorgrad J. D. 1973 zog sie nach Alaska.
Ulmer war 1983 bis 1985 Bürgermeisterin von Alaskas Hauptstadt Juneau und gehörte 1986 bis 1994 dem Repräsentantenhaus von Alaska an. 1994 wurde sie der erste weibliche Vizegouverneur von Alaska. Dieses Amt hatte Ulmer bis 2002 inne. Im selben Jahr kandidierte sie für das Amt des Gouverneurs, konnte sich jedoch nicht gegen ihren republikanischen Konkurrenten Frank Murkowski durchsetzen. Seit 2007 ist Ulmer Kanzler der University of Alaska Anchorage.
Ulmer ist verheiratet und hat zwei Kinder, einen Sohn und eine Tochter.